# Воєводчинці
Воєво́дчинці — село в Україні, у Могилів-Подільській міській громаді Могилів-Подільського району Вінницької області. Населення становить 722 особи.
Тут розташована Могилів-Подільська виправна колонія (№ 114).

## Історія
7 (20) листопада 1917 року, відповідно до Третього Універсалу Української Центральної Ради, увійшло до складу Української Народної Республіки.
12 червня 2020 року, відповідно до Розпорядження Кабінету Міністрів України № 707-р «Про визначення адміністративних центрів та затвердження територій територіальних громад Вінницької області», увійшло до складу Могилів-Подільської міської громади.
19 липня 2020 року, в результаті адміністративно-територіальної реформи та ліквідації Могилів-Подільського району (1923 — 2020), село увійшло до складу новоутвореного Могилів-Подільського району.
У 2022 році в селі відбувся симпозіум народного малярства «Мальована хата».

## Населення

### Мова
Розподіл населення за рідною мовою за даними перепису 2001 року:
| Мова       | Відсоток |
| ---------- | -------- |
| українська | 98,89%   |
| російська  | 1,11%    |

## Відомі люди
- Гоцуляк Марія Василівна - майстриня декоративно-ужиткового мистецтва, журналістка і поетеса.